# بيرني غرين
بيرني غرين (بالإنجليزية: Bernard John "Bernie" Green)‏ هو لاعب دوري الرغبي نيوزيلندي، ولد في 1962، وتوفي في 8 سبتمبر 2009 في Blackball, New Zealand ‏ في نيوزيلندا.